# Kaméra

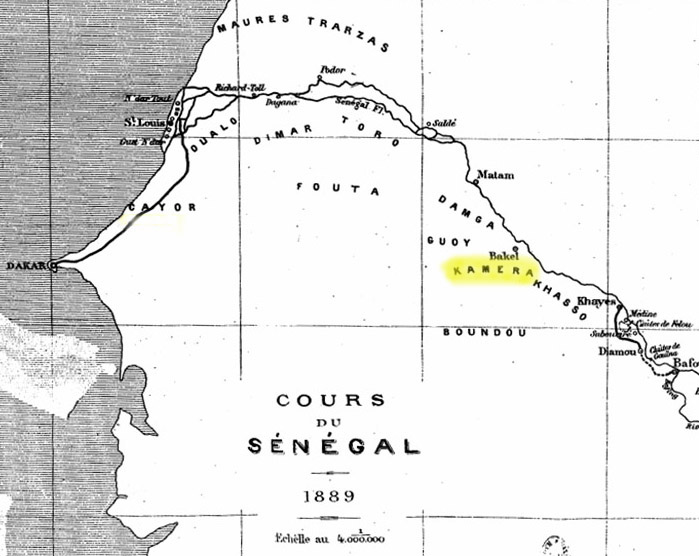
Localisation du Kaméra sur une carte du fleuve Sénégal (1889)

Le Kaméra était l'une des provinces du Gadiaga, l'ancien royaume de Galam, située dans la haute vallée du fleuve Sénégal, entre son affluent la Falémé et le Khasso.

## Histoire
Comme le Goye, le Guidimakha ou le Diombokho, le Kaméra a fait partie du Gadiaga. Il est proche du fort Saint-Joseph de Galam qu'André Brue fonda pour le compte de la Compagnie du Sénégal en 1699.
La région a connu des troubles en 1824 et, en 1833, une scission est intervenue entre les deux royaumes ennemis séparés par la Falémé : le Goye et le Kaméra.

## Géographie
La capitale du Kaméra était Makhana (ou Maxana, Maxanna).
Ses habitants étaient surtout des Soninkés appartenant au clan royal des Bathily, mais des Peuls et des Mandingues y vivaient également.